# Edel 6
Pour les articles homonymes, voir Edel.
L'Edel 6 ou Edel VI ou Edel 660 ou Edel 665, est une classe de voilier construite à 900 exemplaires par les chantiers Edel de 1975 à 1984. L'Edel 6 a été nommé Bateau de l'année 1976 et prix esthétique industriel 1976
Pour des questions d'harmonisation des noms des séries des bateaux Edel, il a été renommé Edel 660, puis Edel 665 sans changement des caractéristiques. 

## Caractéristiques
Ce croiseur côtier existe en deux versions :
- l'Edel 6 : version standard, d'1 m de tirant d'eau ;
- l'Edel 6 GTE : avec un grand tirant d'eau d'1,30 m et quille en forme de dent de requin

Le modèle GTE, orienté course croisière possède un intérieur plus classique que le modèle standard. Le reste des aménagements reste identique.

### Caractéristiques générales
- Longueur de la coque 6,65 m
- Longueur de la flottaison 5,55 m
- Bau maximum 2,5 m
- Bau à la flottaison 2,04 m
- Franc bord avant 0,9 m
- Franc bord milieu 0,71 m
- Tirant d'air 9,1 m
- Déplacement à la flottaison 1580 kg
- Poids à vide 1090 kg
- Poids lest 400 kg
- Jauge douane 3,95 T
- Catégorie 3
- Longueur étai 7750 mm
- Galhauban 7340 mm
- Bas hauban 3663 mm

Voiles :
- Surface de voilure 26,45 m²
- Taille maximum génois 15,53 m²
- Foc n⁰1 7,27 m²
- Triangle AV 10 m²
- Spi 34 m²
- Grand voile 10 m²

### Construction
Le bateau, assemblé entièrement dans son moule, reçoit un contre-moulage complet qui double la coque par l'intérieur et participe à sa rigidité. Cette pièce comporte de multiples logements et rangements.

### Coque
L'étrave a une pente de 45 degrés qui précède une section avant en V ouvert qui s'aplatit progressivement jusqu'au maître-bau, puis le volume se prolonge assez loin en arrière sous le cockpit avec une voûte courte et pentue. 
La quille est moulée avec la coque et reçoit par l'intérieur un lest de 400 kg en fonte.  
Sur le modèle standard, le safran est de type suspendu ce qui est généralement jugé luxueux pour cette taille de bateau.

### Gréement
Gréement Sloop fractionné. Le mât repose sur un tube en inox qui s'appuie sur la coque en avant du lest.  

### Aménagement
La hauteur sous barrot est de  1,45 m et, option reprise de l'Edel 4, un pavillon relevable lui permet de bénéficier alors d'une hauteur sous barrot allant jusqu'à 1,80 m. Pour le confort, un taud en toile fourni à l'origine avec l'option, permet de fermer le roof quand il est relevé pour protéger l'intérieur de la pluie et du vent.
Le roof possède de chaque côté un hublot fumé fractionné en deux. Ces hublots font 1,28 m au plus long par 17,6 cm au plus haut. Un hublot carré ouvrant est disposé au dessus du poste avant.
Le cockpit possède deux bancs d'1,8 m bordés d'équipés de chaque côté et, en dessous, un coffre pour les bouteilles de gaz et un autre pour mettre une nourrice d'essence.
Un support pour moteur hors-bord est intégré à l'arrière.
À l'avant un emplacement est prévu pour une ancre de 10 kg.

### Intérieur version standard
En version standard l'Edel 6 possède jusqu'à 5 couchettes. Une couchette double dans le poste avant et une couchette simple dans le carré côté bâbord servant de siège de table, modulable en couchette double et une couchette simple à  tribord de type cercueil qui se prolonge sous le cockpit.
Le carré a une disposition asymétrique améliorant le confort au port. La table modulable montée sur un pied unique décalé peut adopter 3 positions : table a manger, table à carte, support de matelas pour transformer la couchette bâbord en couchette double. La cuisine est disposée sur tribord. Le modèle de base dispose d'une cuisinière un feu et d'un évier en résine avec une pompe à pied et en option une cuisinière 2 feux avec un évier en inox. La cuisine est prolongée par une couchette cercueil.
Le poste avant,  séparé du carré par une demi cloison ouverte, est équipé d'une couchette double qui dissimule sous des trappes une réserve d'eau de 40 litres moulée dans la contre-coque et un accès à la coque pour le montage d'un WC marin (proposé en option) ou de capteurs pour les instruments de bord.

### Intérieur version GTE
La version GTE possède un intérieur plus classique à 4 couchettes. Une couchette double en V dans le poste avant et deux couchettes disposées de chaque côté du carré. Une table peut être disposée entre les deux. 
Une cuisine est disposée côté bâbord entre la couchette et le poste avant. Elle comporte un évier et une cuisinière à un feu.